# Ambloteri
Els ambloteris (Amblotherium) són un gènere de teris extints de la família dels driolèstids que visqueren al Juràssic i el Cretaci. Se n'han trobat restes fòssils als Estats Units i el Regne Unit.